# Fred Ahern
Frederick Vincent „Fred” Ahern Jr. (Boston, Massachusetts, 1952. február 12. –) profi amerikai jégkorongozó.

## Karrier
Egyetemi karrierjét 1970-ben kezdte a Bowdoin College csapatában. Itt négy idényt játszott. 1974-ben három mérkőzésre az NHL-es California Golden Sealsbe került majd a szezon többi részét a CHL-es Salt Lake Golden Eaglesben játszotta le. A következő szezonban már fél idényt játszott a California Golden Sealsben és felet a Salt Lake Golden Eaglesben játszott. 1976-1977-ben az NHL-es Cleveland Barons csapatában lépett jégre és a következő idény felét itt a másik felét pedig a Colorado Rockies töltötte. Az 1978-1979-es idényt az AHL-es Binghamton Dusters színeiben játszott. 1979-1980-ban az AHL-es Adirondack Red Wingsben és a CHL-es Oklahoma City Stars lépett jégre. 1980-ban kis időre átment Európába a svájci másodosztályba. Mikor visszatért Amerikába az EHL-ben (Baltimore Clippers) és az ACHL-ben próbált (Cape Cod Buccaneers) szerencsét de 1982-ben visszavonult.

## Nemzetközi szereplés
Képviselhette hazáját az 1976-os Kanada-kupán, ahol az amerikai válogatott nem értel komoly eredményt. Ezután nem került be többet a válogatott keretbe.